# Kletterweltcup 2021
Der Kletterweltcup 2021 begann mit dem Boulder-Wettbewerb in Meiringen (Schweiz) am 16. April 2021 und endete mit dem Lead-Wettbewerb in Kranj (Slowenien) am 4. September 2021. Die 33. Saison des Weltcups umfasste elf Veranstaltungen an sieben Orten. Die Saison wurde Anfang August für die Premiere des Sportkletterns bei den Olympischen Spielen 2020 unterbrochen. Kurz nach Saisonende fand zudem die Kletterweltmeisterschaft 2021 statt.

## Weltcup Wertungen

### Lead
| Rang | Name                | Land               | Punkte |
| ---- | ------------------- | ------------------ | ------ |
| 01   | Stefano Ghisolfi    | Italien            | 319    |
| 02   | Sean Bailey         | Vereinigte Staaten | 277    |
| 03   | Masahiro Higuchi    | Japan              | 263    |
| 04   | Luka Potočar        | Slowenien          | 212    |
| 05   | Sascha Lehmann      | Schweiz            | 204    |
| 06   | Martin Stráník      | Tschechien         | 192,87 |
| 07   | Alberto Ginés López | Spanien            | 169    |
| 08   | Sebastian Halenke   | Deutschland        | 160    |
| 09   | Domen Skofic        | Slowenien          | 135    |
| 10   | Alexander Megos     | Deutschland        | 127    |

| Rang | Name               | Land               | Punkte |
| ---- | ------------------ | ------------------ | ------ |
| 01   | Janja Garnbret     | Slowenien          | 300    |
| 02   | Natalia Grossman   | Vereinigte Staaten | 296    |
| 03   | Laura Rogora       | Italien            | 278    |
| 04   | Vita Lukan         | Slowenien          | 269    |
| 05   | Lucka Rakovec      | Slowenien          | 185    |
| 06   | Aleksandra Totkova | Bulgarien          | 168    |
| 07   | Eliška Adamovská   | Tschechien         | 162    |
| 08   | Momoko Abe         | Japan              | 146    |
| 09   | Lana Skusek        | Slowenien          | 128    |
| 09   | Natsuki Tanii      | Japan              | 128    |

### Boulder
| Rang | Name              | Land               | Punkte |
| ---- | ----------------- | ------------------ | ------ |
| 01   | Yoshiyuki Ogata   | Japan              | 255    |
| 02   | Kokoro Fujii      | Japan              | 255    |
| 03   | Adam Ondra        | Tschechien         | 200    |
| 04   | Sean Bailey       | Vereinigte Staaten | 166    |
| 05   | Mejdi Schalck     | Frankreich         | 157    |
| 06   | Tomoa Narasaki    | Japan              | 145    |
| 07   | Nathaniel Coleman | Vereinigte Staaten | 142    |
| 08   | Nicolai Užnik     | Österreich         | 132    |
| 09   | Alexander Megos   | Deutschland        | 129    |
| 10   | Simon Lorenzi     | Belgien            | 123,5  |

| Rang | Name             | Land               | Punkte |
| ---- | ---------------- | ------------------ | ------ |
| 01   | Natalia Grossman | Vereinigte Staaten | 345    |
| 02   | Janja Garnbret   | Slowenien          | 280    |
| 03   | Oriane Bertone   | Frankreich         | 235    |
| 04   | Brooke Raboutou  | Vereinigte Staaten | 207    |
| 05   | Miho Nonaka      | Japan              | 192    |
| 06   | Staša Gejo       | Serbien            | 173    |
| 07   | Katja Debevec    | Slowenien          | 158    |
| 08   | Futaba Ito       | Japan              | 135    |
| 09   | Akiyo Noguchi    | Japan              | 122    |
| 10   | Mao Nakamura     | Japan              | 92     |

### Speed
| Rang | Name                       | Land               | Punkte |
| ---- | -------------------------- | ------------------ | ------ |
| 01   | Veddriq Leonardo           | Indonesien         | 200    |
| 02   | Kiromal Katibin            | Indonesien         | 145    |
| 03   | Marcin Dzieński            | Polen              | 96     |
| 04   | John Brosler               | Vereinigte Staaten | 81     |
| 05   | Dmitri Timofejew           | Russland           | 80     |
| 06   | Pierre Rebreyend           | Frankreich         | 59     |
| 07   | Wladislaw Deulin           | Russland           | 55     |
| 08   | Merritt Ernsberger         | Vereinigte Staaten | 51     |
| 08   | Mehdi Alipour Shenazadifad | Iran               | 51     |
| 10   | Yaroslav Tkach             | Ukraine            | 50     |

| Rang | Name                     | Land               | Punkte |
| ---- | ------------------------ | ------------------ | ------ |
| 01   | Emma Hunt                | Vereinigte Staaten | 131    |
| 02   | Patrycja Chudziak        | Polen              | 120    |
| 03   | Jekaterina Baraschtschuk | Russland           | 100    |
| 03   | Aleksandra Mirosław      | Polen              | 100    |
| 05   | Anouck Jaubert           | Frankreich         | 94     |
| 05   | Natalia Kałucka          | Polen              | 94     |
| 07   | Julija Kaplina           | Russland           | 85     |
| 08   | Capucine Viglione        | Frankreich         | 74     |
| 09   | Miho Nonaka              | Japan              | 65     |
| 10   | Desak Rita Kusuma Dewi   | Indonesien         | 55     |

## Podestplatzierungen Männer

### Lead
| Datum               | Ort               | 1. Platz                                 | 2. Platz                                 | 3. Platz                                 |
| ------------------- | ----------------- | ---------------------------------------- | ---------------------------------------- | ---------------------------------------- |
| 23.06. – 26.06.2021 | Innsbruck         | Jakob Schubert                           | Stefano Ghisolfi                         | Sascha Lehmann                           |
| 01.07. – 03.07.2021 | Villars-sur-Ollon | Sean Bailey                              | Alexander Megos                          | Colin Duffy                              |
| 12.07. – 13.07.2021 | Chamonix          | Sean Bailey                              | Stefano Ghisolfi                         | Martin Stráník                           |
| 17.07. – 18.07.2021 | Briançon          | Stefano Ghisolfi                         | Dmitri Fakirjanow                        | Martin Stráník                           |
| 03.09. – 04.09.2021 | Kranj             | Masahiro Higuchi                         | Luka Potočar                             | Sebastian Halenke                        |
| 04.09. – 05.09.2021 | Ljubljana         | Nach Kranj verschoben.                   | Nach Kranj verschoben.                   | Nach Kranj verschoben.                   |
| 15.10. – 17.10.2021 | Xiamen            | Aufgrund der COVID-19-Pandemie abgesagt. | Aufgrund der COVID-19-Pandemie abgesagt. | Aufgrund der COVID-19-Pandemie abgesagt. |

### Boulder
| Datum               | Ort            | 1. Platz                                                                     | 2. Platz                                                                     | 3. Platz                                                                     |
| ------------------- | -------------- | ---------------------------------------------------------------------------- | ---------------------------------------------------------------------------- | ---------------------------------------------------------------------------- |
| 16.04. – 18.04.2021 | Meiringen      | Adam Ondra                                                                   | Yoshiyuki Ogata                                                              | Tomoaki Takata                                                               |
| 30.04. – 02.05.2021 | Wuijang        | Aufgrund der COVID-19-Pandemie zunächst verschoben und schließlich abgesagt. | Aufgrund der COVID-19-Pandemie zunächst verschoben und schließlich abgesagt. | Aufgrund der COVID-19-Pandemie zunächst verschoben und schließlich abgesagt. |
| 07.05. – 09.05.2021 | Seoul          | Aufgrund der COVID-19-Pandemie zunächst verschoben und schließlich abgesagt. | Aufgrund der COVID-19-Pandemie zunächst verschoben und schließlich abgesagt. | Aufgrund der COVID-19-Pandemie zunächst verschoben und schließlich abgesagt. |
| 22.05. – 23.05.2021 | München        | Nach Salt Lake City verschoben.                                              | Nach Salt Lake City verschoben.                                              | Nach Salt Lake City verschoben.                                              |
| 21.05. – 22.05.2021 | Salt Lake City | Adam Ondra                                                                   | Mejdi Schalck                                                                | Jakob Schubert                                                               |
| 28.05. – 30.05.2021 | Salt Lake City | Sean Bailey                                                                  | Kokoro Fujii                                                                 | Tomoa Narasaki                                                               |
| 11.06. – 13.06.2021 | Salt Lake City | Auf den 28.-30.05. verschoben.                                               | Auf den 28.-30.05. verschoben.                                               | Auf den 28.-30.05. verschoben.                                               |
| 23.06. – 26.06.2021 | Innsbruck      | Yoshiyuki Ogata                                                              | Tomoa Narasaki                                                               | Kokoro Fujii                                                                 |

### Speed
| Datum               | Ort               | 1. Platz                                                                     | 2. Platz                                                                     | 3. Platz                                                                     |
| ------------------- | ----------------- | ---------------------------------------------------------------------------- | ---------------------------------------------------------------------------- | ---------------------------------------------------------------------------- |
| 30.04. – 02.05.2021 | Wuijang           | Aufgrund der COVID-19-Pandemie zunächst verschoben und schließlich abgesagt. | Aufgrund der COVID-19-Pandemie zunächst verschoben und schließlich abgesagt. | Aufgrund der COVID-19-Pandemie zunächst verschoben und schließlich abgesagt. |
| 07.05. – 09.05.2021 | Seoul             | Aufgrund der COVID-19-Pandemie zunächst verschoben und schließlich abgesagt. | Aufgrund der COVID-19-Pandemie zunächst verschoben und schließlich abgesagt. | Aufgrund der COVID-19-Pandemie zunächst verschoben und schließlich abgesagt. |
| 28.05. – 30.05.2021 | Salt Lake City    | Veddriq Leonardo                                                             | Kiromal Katibin                                                              | Marcin Dzieński                                                              |
| 11.06. – 13.06.2021 | Salt Lake City    | Auf den 28.-30.05. verschoben.                                               | Auf den 28.-30.05. verschoben.                                               | Auf den 28.-30.05. verschoben.                                               |
| 01.07. – 03.07.2021 | Villars-sur-Ollon | Veddriq Leonardo                                                             | Dmitri Timofejew                                                             | Kiromal Katibin                                                              |
| 15.10. – 17.10.2021 | Xiamen            | Aufgrund der COVID-19-Pandemie abgesagt.                                     | Aufgrund der COVID-19-Pandemie abgesagt.                                     | Aufgrund der COVID-19-Pandemie abgesagt.                                     |
| 23.10. – 24.10.2021 | Jakarta           | Aufgrund der COVID-19-Pandemie abgesagt.                                     | Aufgrund der COVID-19-Pandemie abgesagt.                                     | Aufgrund der COVID-19-Pandemie abgesagt.                                     |

## Podestplatzierungen Frauen

### Lead
| Datum               | Ort               | 1. Platz                                 | 2. Platz                                 | 3. Platz                                 |
| ------------------- | ----------------- | ---------------------------------------- | ---------------------------------------- | ---------------------------------------- |
| 23.06. – 26.06.2021 | Innsbruck         | Janja Garnbret                           | Brooke Raboutou                          | Akiyo Noguchi                            |
| 01.07. – 03.07.2021 | Villars-sur-Ollon | Janja Garnbret                           | Laura Rogora                             | Natalia Grossman                         |
| 12.07. – 13.07.2021 | Chamonix          | Laura Rogora                             | Natalia Grossman                         | Aleksandra Totkova                       |
| 17.07. – 18.07.2021 | Briançon          | Eliška Adamovská                         | Natalia Grossman                         | Vita Lukan                               |
| 03.09. – 04.09.2021 | Kranj             | Janja Garnbret                           | Seo Chae-hyun                            | Natalia Grossman                         |
| 04.09. – 05.09.2021 | Ljubljana         | Nach Kranj verschoben.                   | Nach Kranj verschoben.                   | Nach Kranj verschoben.                   |
| 15.10. – 17.10.2021 | Xiamen            | Aufgrund der COVID-19-Pandemie abgesagt. | Aufgrund der COVID-19-Pandemie abgesagt. | Aufgrund der COVID-19-Pandemie abgesagt. |

### Boulder
| Datum               | Ort            | 1. Platz                                                                     | 2. Platz                                                                     | 3. Platz                                                                     |
| ------------------- | -------------- | ---------------------------------------------------------------------------- | ---------------------------------------------------------------------------- | ---------------------------------------------------------------------------- |
| 16.04. – 18.04.2021 | Meiringen      | Janja Garnbret                                                               | Oriane Bertone                                                               | Natalia Grossman                                                             |
| 30.04. – 02.05.2021 | Wuijang        | Aufgrund der COVID-19-Pandemie zunächst verschoben und schließlich abgesagt. | Aufgrund der COVID-19-Pandemie zunächst verschoben und schließlich abgesagt. | Aufgrund der COVID-19-Pandemie zunächst verschoben und schließlich abgesagt. |
| 07.05. – 09.05.2021 | Seoul          | Aufgrund der COVID-19-Pandemie zunächst verschoben und schließlich abgesagt. | Aufgrund der COVID-19-Pandemie zunächst verschoben und schließlich abgesagt. | Aufgrund der COVID-19-Pandemie zunächst verschoben und schließlich abgesagt. |
| 22.05. – 23.05.2021 | München        | Nach Salt Lake City verschoben.                                              | Nach Salt Lake City verschoben.                                              | Nach Salt Lake City verschoben.                                              |
| 21.05. – 22.05.2021 | Salt Lake City | Natalia Grossman                                                             | Oriane Bertone                                                               | Brooke Raboutou                                                              |
| 28.05. – 30.05.2021 | Salt Lake City | Natalia Grossman                                                             | Janja Garnbret                                                               | Brooke Raboutou                                                              |
| 11.06. – 13.06.2021 | Salt Lake City | Auf den 28.-30.05. verschoben.                                               | Auf den 28.-30.05. verschoben.                                               | Auf den 28.-30.05. verschoben.                                               |
| 23.06. – 26.06.2021 | Innsbruck      | Janja Garnbret                                                               | Natalia Grossman                                                             | Staša Gejo                                                                   |

### Speed
| Datum               | Ort               | 1. Platz                                                                     | 2. Platz                                                                     | 3. Platz                                                                     |
| ------------------- | ----------------- | ---------------------------------------------------------------------------- | ---------------------------------------------------------------------------- | ---------------------------------------------------------------------------- |
| 30.04. – 02.05.2021 | Wuijang           | Aufgrund der COVID-19-Pandemie zunächst verschoben und schließlich abgesagt. | Aufgrund der COVID-19-Pandemie zunächst verschoben und schließlich abgesagt. | Aufgrund der COVID-19-Pandemie zunächst verschoben und schließlich abgesagt. |
| 07.05. – 09.05.2021 | Seoul             | Aufgrund der COVID-19-Pandemie zunächst verschoben und schließlich abgesagt. | Aufgrund der COVID-19-Pandemie zunächst verschoben und schließlich abgesagt. | Aufgrund der COVID-19-Pandemie zunächst verschoben und schließlich abgesagt. |
| 28.05. – 30.05.2021 | Salt Lake City    | Aleksandra Mirosław                                                          | Emma Hunt                                                                    | Miho Nonaka                                                                  |
| 11.06. – 13.06.2021 | Salt Lake City    | Auf den 28.-30.05. verschoben.                                               | Auf den 28.-30.05. verschoben.                                               | Auf den 28.-30.05. verschoben.                                               |
| 01.07. – 03.07.2021 | Villars-sur-Ollon | Jekaterina Baraschtschuk                                                     | Julija Kaplina                                                               | Patrycja Chudziak                                                            |
| 15.10. – 17.10.2021 | Xiamen            | Aufgrund der COVID-19-Pandemie abgesagt.                                     | Aufgrund der COVID-19-Pandemie abgesagt.                                     | Aufgrund der COVID-19-Pandemie abgesagt.                                     |
| 23.10. – 24.10.2021 | Jakarta           | Aufgrund der COVID-19-Pandemie abgesagt.                                     | Aufgrund der COVID-19-Pandemie abgesagt.                                     | Aufgrund der COVID-19-Pandemie abgesagt.                                     |